# Бекманія
Бекма́нія (Beckmannia) — рід родини тонконогових.
Багаторічні трав'янисті рослини з довгим, стиснутим з боків складним колосом.
Відомо 2 види, поширені в Північній Америці, Європі і Азії:
- Бекманія звичайна (Beckmannia eruciformis) росте в Європі (зокрема, в Україні), у Західному Сибіру і Середній Азії.
- Бекманія східна (Beckmannia syzigachne) — в Сибіру і на Далекому Сході.

Бекманії — хороші кормові рослини. Косять їх до цвітіння.